# 万胜围站 (地铁)
- 關於有轨电车万胜围站，請見「万胜围站 (有轨电车)」。
- 關於现名为琶洲塔站的有轨电车站，請見「琶洲塔站」。

万胜围站是广州地铁4號綫及8號綫的換乘站，同时是8号线现时的东端终点站。车站位于中国广东省广州市海珠区新港东路星悦路口的地底，2005年12月26日随着2号线调整工程和4号线大學城專線的开通而启用。
本站是广州地铁第一个啟用后即為換乘站的車站。而本站上方的万胜广场是廣州地鐵集團有限公司總部、運營管理指揮中心、廣州地鐵博物館的所在地。

## 車站構造

### 車站樓層
本站共有两层，地面为车站各出入口，周边為新港東路、星悦路、有轨电车万胜围站、萬胜廣場、保利广场、琶洲新村及邻近建筑，地下一層為南北站厅以及8號綫月台；地下二層為4號綫月台以及非付費區站厅联络通道。
由於此站與4号线大学城专线同步興建開通，車站整體裝修風格与4號線統一，因此本站是8号线唯一一座使用玻璃幕板和马赛克组合裝修的车站。
| 地下一层 | 北站廳   | 售票機、客服中心、警务室、安检设施  |  |  |
|          | 侧式站台 |                                     |  |  |
|          | 3 站台   | █8号线 滘心方向（下站：琶洲）       |  |  |
|          | 4 站台   | █8号线 終點站台                     |  |  |
|          | 侧式站台 |                                     |  |  |
|          | 南站廳   | 售票機、客服中心、商店、安检设施    |  |  |
| 地下二层 | 1 站台   | █4号线 黃村方向（下站：車陂南）     |  |  |
|          | 岛式站台 |                                     |  |  |
|          | 2 站台   | █4号线 南沙客运港方向（下站：官洲） |  |  |
|          | 聯絡通道 | 非付費區來往南北站廳                |  |  |

### 站厅
万胜围站分為南北兩個站廳，其中南站厅被划分为西侧扩建部分以及中部原有部分，均位于地下一层，兩者被8號線路軌相隔。南北站廳在非付費區通过位于中部站台一侧的地下二层的联络通道連接。同时，南站厅中部与西侧的付费区靠8号线的4號站台联络。站厅中部两个收费区内各自设有一台专用电梯和三条扶手电梯供乘客来往4号线月台。
另外，万胜围站內设有全家便利店、面包糕饼店以及鸭脖店等商店，另外万胜围站也提供自動售賣機、自助售卡/充值机等自助服务。

### 月台以及换乘
本站8號綫為側式月台，設於新港東路地底，4號綫為島式月台則設於星悦路地底。兩線月台組成一個X字型。8號綫月台為上層，4號綫月台在下層。值得一提的是，4号线月台因为扶梯、升降機等設備的佈置需要一定空間，月台实际比4节L車编组所需要的要长，所以在两个月台的头端的月台幕门经过特别设计，方便列车车长在到站停车打开驾驶室门后，便可推开对应位置的月台幕门观望月台情况。相应位置上亦同时装设有闭路电视方便车长观看。
另外，本站4號線站台南端設有一條渡線。當4號綫的北段出現故障時，往黃村站的列車將會通過此渡線進行站前折返，以本站為臨時總站。在车陂南站随5號線開通前，所有4號線列車皆使用該渡線進行站前折返。8號線站台東端則設有一組交叉渡線，現時8號線所有列車皆使用該組渡線進行站後折返。
换乘方面，由于本站為8號線終點站，且因客流组织的需要，4号线月台北端扶梯連接8號線的3號月台，供4号线乘客换乘至8号线；4号线月台南端的扶手电梯則連接8號線的4號月台，仅供8号线乘客换乘至4号线。由于地下二层之联络通道被劃入非收费区，如果8号线乘客到达本站后需要乘搭回头车时，乘客须经过4号线月台层前往。

### 出入口
万胜围站共设有4个出入口。其中A出口曾在2012年中暫時停用，以配合萬勝廣場建設；改造完成的A出口和車站南站廳西侧擴建部分已在2016年2月26日啟用。而B口于2015年12月21日遷移至会展世界城合建之出入口，原属临时性质的出入口已停用。
|                                                     |                                                           |      |                      | |
|                                                     |                                                           |      |                      | |
| 编号                                                | 设施                                                      | 照片 | 出口指示             | 建议前往的目的地 |
| 南站厅                                              |                                                           |      |                      | |
| A                                                   | 扶手电梯标志                                              |      | 廣州地鐵集團有限公司 | 新港東路、万胜广场、廣州地鐵博物館、廣州地鐵傳媒有限公司、广州地铁“红色羊角”党建基地、广州轨道教育科技股份有限公司、广东城际铁路运营有限公司、广州地铁资源经营发展有限公司 公交：琶洲村站（东行）、万胜围总站 |
| B                                                   | 盲道标志 · 扶手电梯标志                                   |      | 新港東路             | 有轨电车：海珠有轨1号线 万胜围站 公交：万胜围站（东行） |
| 北站厅                                              |                                                           |      |                      | |
| C                                                   | 盲道标志 · 轮椅升降台标志 · 无障碍通道标志 · 扶手电梯标志 |      | 新港東路             | 有轨电车：海珠有轨1号线 万胜围站 公交：萬勝圍站（西行①）、星悦路（车陂南隧道口）站 |
| D                                                   | 盲道标志 · 扶手电梯标志                                   |      | 新港東路             | 广州琶洲保利广场、广州保利洲际酒店 公交：萬勝圍站（西行②） |
| 註： 設有 \| 設有 \| 設有輪椅升降台 \| 設有扶手電梯 |                                                           |      |                      | |

## 接驳交通
| 有轨电车（万胜围站） - 海珠有轨1号线 巴士（万胜围站） \| 编号 \| 编号 \| 线路 \| 线路 \| 线路 \| 收费 \| 备注 \| \| ---- \| ----------- \| ------------------------ \| ---- \| ---------------------- \| ---- \| ------------------------ \| \| \| 28 \| 珠江嘉苑 \| ⇆ \| 琶洲塔公交总站 \| 2元 \| \| \| \| 137 \| 新洲码头 \| ⇆ \| 广州火车东站 \| 2元 \| \| \| \| 229 \| 罗冲围（松南路） \| ⇆ \| 琶洲石基村（黄埔古港） \| 3元 \| \| \| \| 262 \| 珠江帝景苑 \| ⇆ \| 新洲码头 \| 2元 \| 经赤岗北路（艺洲路口） \| \| \| 303A \| 广州南站 \| ⇆ \| 琶洲塔公交总站 \| 3元 \| 40分/班 \| \| \| 495 \| 玉树新村 \| ⇆ \| 琶洲塔公交总站 \| 2元 \| \| \| \| 564 \| 黄埔古村南广场 \| ⇆ \| 天河客運站 \| 3元 \| \| \| \| 762 \| 海珠客运站 \| ⇆ \| 黄埔古村 \| 2元 \| \| \| \| 774 \| 天河智慧城核心区（高唐） \| ⇆ \| 万胜围 \| 2元 \| \| \| \| 旅游公交3线 \| 中成路 \| ⇆ \| 琶洲石基村（黄埔古港） \| 3元 \| \| \| \| 旅游观光1线 \| 黄埔古村 \| ⇆ \| 珠江泳场（海印公园） \| 2元 \| \| \| \| 夜66 \| 珠江帝景苑 \| ⇆ \| 新洲码头 \| 3元 \| 经客村立交 262路附属线路 \| \| \| 夜100 \| 黄埔古村南广场 \| ⇆ \| 天河客運站 \| 4元 \| 564路附属线路 \| |             |                          |      |                        |      |                          |
| 编号 | 编号        | 线路                     | 线路 | 线路                   | 收费 | 备注                     |
| | 28          | 珠江嘉苑                 | ⇆    | 琶洲塔公交总站         | 2元  |                          |
| | 137         | 新洲码头                 | ⇆    | 广州火车东站           | 2元  |                          |
| | 229         | 罗冲围（松南路）         | ⇆    | 琶洲石基村（黄埔古港） | 3元  |                          |
| | 262         | 珠江帝景苑               | ⇆    | 新洲码头               | 2元  | 经赤岗北路（艺洲路口）   |
| | 303A        | 广州南站                 | ⇆    | 琶洲塔公交总站         | 3元  | 40分/班                  |
| | 495         | 玉树新村                 | ⇆    | 琶洲塔公交总站         | 2元  |                          |
| | 564         | 黄埔古村南广场           | ⇆    | 天河客運站             | 3元  |                          |
| | 762         | 海珠客运站               | ⇆    | 黄埔古村               | 2元  |                          |
| | 774         | 天河智慧城核心区（高唐） | ⇆    | 万胜围                 | 2元  |                          |
| | 旅游公交3线 | 中成路                   | ⇆    | 琶洲石基村（黄埔古港） | 3元  |                          |
| | 旅游观光1线 | 黄埔古村                 | ⇆    | 珠江泳场（海印公园）   | 2元  |                          |
| | 夜66        | 珠江帝景苑               | ⇆    | 新洲码头               | 3元  | 经客村立交 262路附属线路 |
| | 夜100       | 黄埔古村南广场           | ⇆    | 天河客運站             | 4元  | 564路附属线路            |

## 利用状况
本站作为4號線首通段（大學城專線）開通時與市區線（舊2號線）的唯一換乘車站，自此承担了来往广州大学城乘客的换乘任务。随后4号线南延伸至金洲站，北延伸至黄村站后，8号线沿线的乘客若要前往广州科学城、天河智慧城或南沙区一带，均需要在本站換乘，因此全天換乘客流都屬高水平。每逢週日（含节假日最后一天）下午及大學城各高校開學前夕，學生集中返校更會導致本站換乘客流進一步上升，更要實施客流控制，減緩8號線乘客換乘至4號線的速度。
自2016年4月22日起，本站每周五晚高峰17:30-19:30实施常态化客流控制；至11号线开通后取消。
另外，由於本站接駁海珠有軌電車1号线的同名車站，附近亦有黄埔古村、廣州地鐵博物館等本地旅遊景點及文化设施，甚至本站是海珠区前往长洲岛最近的一座地铁车站。因此每逢天氣狀況良好的周末，万胜围站都會湧現大量旅客，利用地铁換乘有軌電車，或接驳公交及水上巴士前往黄埔古村以及长洲岛。

## 历史
万胜围站规划最早提出于1997年出現的《广州市城市快速轨道交通线网规划研究（最终报告）》的方案A中。2号线拆解後的東西向路線稱為5號線，繼續沿昌崗路向西過江至西塱；東段則在琶洲後分成兩支，一支沿現有四號綫的路線北上至奧體中心附近地區，另一支則繼續東進至新洲一帶，当时亦设有名為琶洲塔站的中途站。而在2000年的《近期線網規劃實施調整方案》方案中，当时的5号线支線被獨立为4号线，并北延伸到科學城內，同時由于大学城的落实兴建而南延至广州大学城，本站亦改为2、4号线的换乘车站，位置与现时基本一致。
2003年1月28日，本站正式开工，标志着2号线调整工程及4號線首通段（大學城專線）正式开工。2005年12月26日，本站随四號綫首期大學城專線段與2號線調整工程投入服務而启用。车站启用时本站曾作为4号线的北端终点站，直到車陂南站于2009年12月28日啟用後变成中途站。
2010年9月22日至24日，本站2號線月台隨舊2號線一同停運，進行線路拆解；9月25日清晨相关月台恢复服务，並改屬新的8號線。

### 车站命名
本站在最初规划阶段被命名为琶洲塔站。由于当时车站附近多为农田，没有任何高楼建筑，故本站被地铁命名为万胜围站。“万胜围”是解放前一个地主对自己所拥有的几十亩土地的命名，使其成为广州地铁唯一的“原创站名”。很多乘客誤以为万胜围站附近有“万胜围村”，不过现实中并没有这座村。
由于车站命名並非原生地名，乘客對於其过于陌生，因此存在很多争议，有部分人建议使用原來的名稱“琶洲塔站”。不过琶洲塔距离本站有一公里以上，并不适合作为本站站名。

### 运营事件
本站C出入口旁在2006年3月初出现沉降，地铁公司称是本站在启用之前，相关市政单位在对车站出入口周围的地面进行回填土施工时基础夯得不够牢固，致使近期每次下雨该处都有不同程度地沉陷。由于该出入口外地面的沉降是市政地面施工造成的，不会影响车站结构的安全。地铁公司称已采取了临时性措施，待雨季结束后进行永久加固。
2022年年末疫情期间，本站曾受防控措施影响，于11月5日9时至11月13日暂停进出站，仅提供站内换乘服务；不过为服务成人高考等考试考生，5日及6日的早上9时前仍提供正常服务。

## 未來發展

### 8号綫东延段
根據规劃，8号线將由万胜围站往東伸延至番禺区东部的蓮花站，屆時万胜围站將從8号线东端終點站變為中途站。該段工程已获国家发改委批复，已于2024年动工。